# Atenska koncertna dvorana
Atenska Koncertna Dvorana je koncertna dvorana na aveniji Vasilissis Sofias v Atenah v Grčiji.
Dvorana je bila odprta leta 1991 z dvema dvoranama. Od takrat je bila povečana še z dvema dvoranama in ima zdaj skupaj štiri dvorane: dve veliki in dve manjši. Dvorana ima optimalne pogoje za operne predstave, vsako sezono pa so v njej predstavljene nekatere opere.
Postaja atenske podzemne železnice Megaro Moussikis je tik pred dvorano, na liniji 3.